# Calliphora alpina
Calliphora alpina är en tvåvingeart som först beskrevs av Zetterstedt 1845.  Calliphora alpina ingår i släktet Calliphora och familjen spyflugor. Inga underarter finns listade i Catalogue of Life.